# Trafalgar Square

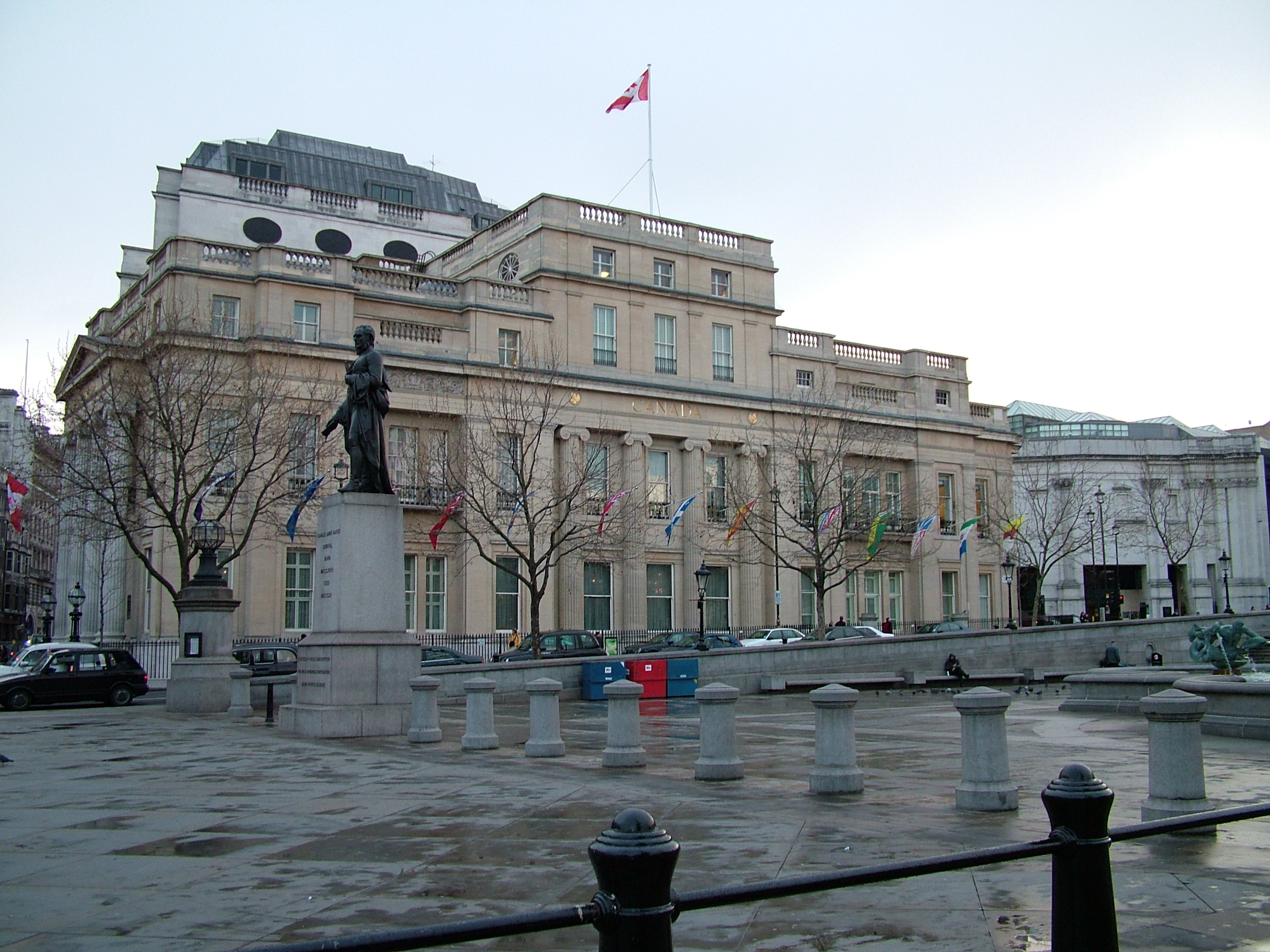
Canada House, a l'oest.

Trafalgar Square és una plaça del centre de Londres construïda per a commemorar la batalla de Trafalgar en la qual l'armada britànica va vèncer a les tropes de Napoleó enfront de les costes d'Espanya. El nom original era Plaça de Guillem IV, però George Ledwell Taylor va suggerir canviar el nom. El 1820, el rei Jordi IV va encarregar a John Nash la urbanització de l'àrea. L'arquitectura actual de la plaça es deu a Charles Barry i va ser acabada el 1845.
Al centre de la plaça s'aixeca la columna de Nelson.

## Ús de la plaça
La plaça és visitada per molts turistes. Principalment, s'utilitza per al plaer i per a relaxar-se, però a vegades hi ha reunions i demostracions a la plaça.
Quan es va construir la plaça, les manifestacions van ser prohibides. La prohibició va durar fins a la dècada de 1880, quan el nou moviment obrer va començar a celebrar manifestacions. Un grup que va fer això va ser la Federació Socialdemòcrata. El "Black Monday", el 6 de febrer de 1886, hi va haver una manifestació important sobre l'atur que va provocar un disturbis a Pall Mall. Va haver-hi manifestacions en els anys vuitanta contra l'apartheid sud-africà. El 1990 hi va haver disturbis contra l'impost de les enquestes. A la dècada de 2000, hi ha hagut manifestacions contra la guerra de l'Iraq.
En els últims anys, la plaça s'ha convertit en un lloc de trobada per a celebracions. Quan Anglaterra va guanyar la Copa del Món de rugbi el 2003, es van reunir milers de fans a la plaça. Aquestes festes públiques tornen a passar quan Londres va guanyar la seva aposta per celebrar els Jocs Olímpics d'Estiu de 2012.
La plaça també va ser escenari d'una gran concentració després dels bombardejos terroristes a Londres el 7 de juliol de 2005.